# Toddington (Bedfordshire)
Pour les articles homonymes, voir Toddington.
Toddington est un village anglais et une paroisse civile du Central Bedfordshire, en Angleterre.